# 8 Camelopardalis
8 Camelopardalis, som är stjärnans Flamsteed-beteckning, är en ensam stjärna i den sydvästra delen av stjärnbilden Giraffen. Den har en  skenbar magnitud på ca 6,09 och är mycket svagt synlig för blotta ögat där ljusföroreningar ej förekommer. Baserat på parallaxmätning inom Hipparcosuppdraget på ca 4,4 mas, beräknas den befinna sig på ett avstånd på ca 770 ljusår (ca 236 parsek) från solen.På det beräknade avståndet minskar stjärnans skenbara magnitud med 0,58 enheter genom en skymningsfaktor orsakad av interstellärt stoft.

## Egenskaper
8 Camelopardalis är en orange till röd jättestjärna av spektralklass K4 III, vilket anger att den har förbrukar förrådet av väte i dess kärna och utvecklats bort från huvudserien. Den har en massa som är ca 3,4 gånger solens massa, en radie som är ca 30 gånger större än solens och utsänder ca 341 gånger mera energi än solen från dess fotosfär vid en effektiv temperatur på ca 4 300 K.